# Jatropha paxii
Jatropha paxii är en törelväxtart som beskrevs av Léon Camille Marius Croizat. Jatropha paxii ingår i släktet Jatropha och familjen törelväxter.
Artens utbredningsområde är Kuba. Inga underarter finns listade i Catalogue of Life.